# Festa del grillo
La festa del grillo era una delle più note manifestazioni folkloristiche di Firenze. Veniva celebrata ogni anno il giorno dell'Ascensione nel Parco delle Cascine. Le sue origini si perdono nella notte dei tempi. Nonostante questo sembra che ci siano tre scuole di pensiero riguardanti il nome.

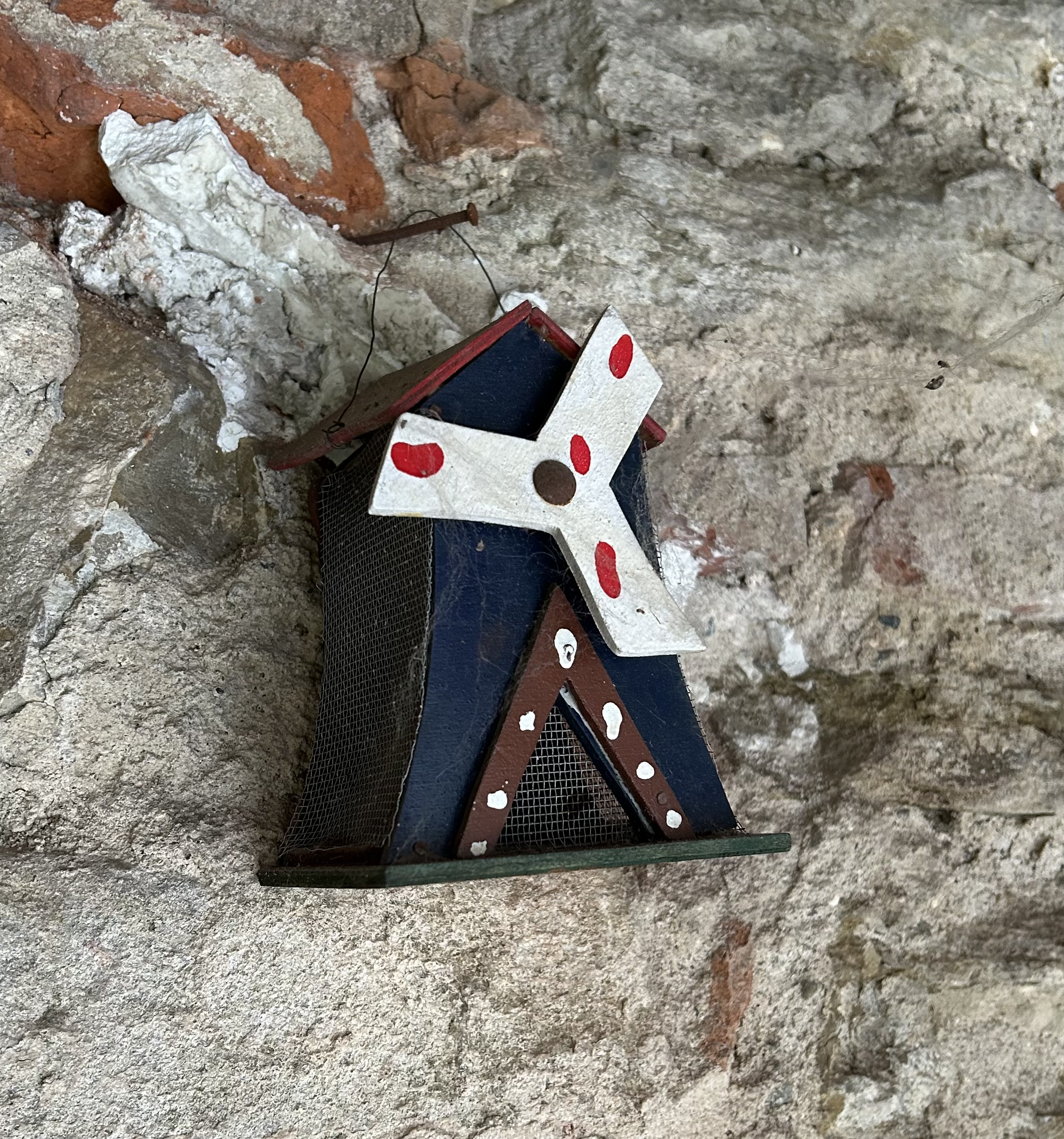
Casetta in legno usata per vendere il grillo durante la Festa del Grillo del 1995

La prima si rifà alla considerazione che il grillo fosse assurto a simbolo delle giornate primaverili, e pertanto la festa fosse appunto in suo onore. La seconda scuola di pensiero si rifà invece all'idea che il grillo fosse un insetto nocivo per le campagne toscane e pertanto ne dovesse essere eliminato il numero più alto possibile. 
La terza è la più romantica: i giovanotti compravano la gabbietta con il grillo "incarcerato" e la regalavano alla ragazza in segno di volersi "incarcerare" con lei. La canzone "mattinata fiorentina", scritta paradossalmente da un milanese ed un napoletano, si rifà a questa tradizione "(...) alle Cascine messere Aprile fa il rubacuor... E a tarda sera, Madonne Fiorentine, quanto forcine si troveranno sui prati in fior". 
C'è anche un'interpretazione "religiosa" (non per niente veniva celebrata esattamente il giorno della "Ascensione"): la larva del grillo di inverno sottoterra, si libra in volo a maggio cantando (resurrezione - ascensione).
A partire dal 1999, il Comune di Firenze ha vietato la vendita di grilli veri. Fino al 2005, la festa del grillo è stata celebrata con l'acquisto di piccole casette contenenti riproduzioni grafiche e/o sonore del grillo. Dal 2005, la tradizionale fiera è stata riproposta con il mercato alle Cascine.
Il 1° giugno 2025, la festa del grillo è tornata in una veste rinnovata al Parco dell’Anconella, organizzata dal Quartiere 3 di Firenze. L'evento ha previsto l’esposizione di grilli veri a cura di uno zoologo e la distribuzione ai bambini di casette con all’interno grilli di peluche.
Vicino a Firenze (anche se ancor più vicino a Prato), sulla Calvana esiste il Monte Cantagrilli dove si rifornivano abbondantemente gli ultimi grillai prima del 1999.